# Пундики
Пу́ндики — рід печива або пиріжків, борошняна страва, що вважалася за ласощі.
Готувалася вона дуже просто. Робили прісне на яйцях і кисляку або сироватці тісто, як на коржі. Коли тісто відстоювалось, його ще раз добре вимішували, різали на шматки й розкачували качалкою на дуже тоненькі коржі діаметром 20—25 см. Їх підсмажували з обох боків на сковороді у великій кількості жиру (олії, смальцю чи вершкового масла) й складали в полумисок стовпчиком один на один, перекладаючи підсоленою засмажкою з цибулі. Їли пироги гарячими.